# Colectivo marcelaygina
Marcela y Gina (o también marcelaygina) fue un colectivo de arte feminista integrado por Marcela Quiroga y Gina Arizpe. Fundado en 1997 y disuelto en el año del 2010, su trabajo aborda distintos ejes temáticos: la imagen de la feminidad, la migración, la violencia, el contrabando y los problemas de género en el norte de México. Sus obras se han exhibido en México, España, Francia, Polonia, Alemania, Colombia, Argentina y Estados Unidos 

## Contexto
El colectivo surge en 1997 en Monterrey, Nuevo León con la inquietud de abordar el espacio público a través del performance, happenings y readymade (arte encontrado). El mensaje de sus obras se centran en diversas situaciones sociales como la xenofobia, la disparidad de género, la migración, el feminismo, así como la desigualdad social y el contexto fronterizo entre México y Estados Unidos. Tal como lo menciona Gina Arizpe: 
Tenemos como resultado a un grupo de acciones que cuestionan, constantemente el ser femenino, el ser mujer en la sociedad que nos tocó vivir. 
Asimismo, Davida Fernandez-Barkan, acerca del propósito y la lógica en que se expresan varias de sus obras señala: 
El cuerpo como frontera, la frontera de la imagen mediatizada, el espacio entre el proceso y el trabajo terminado, la frontera entre la razón, la intuición y la locura.  

## Obras importantes
Las Niñas Chantilly 1: Túnel de Loma larga (1997) Bajo el seudónimo de Las Niñas Chantilly, el 24 de diciembre de 1997 se apropiaron del Cerro de la Loma Larga, lo nombraron arte y se envolvieron ellas mismas como regalo, al no poder envolver el cerro para ofrecerlo como regalo para la ciudad, con el propósito de cuestionar los discursos de progreso de las autoridades de la época.
Para contrataciones llámenos o marque 1-800-laspinkpunks (2001) Mural con una imagen provocadora de ellas mismas representadas en una imagen pornográfica (Money Shot) el cual fue expuesto en el espacio público con la finalidad de que fuera intervenido por los transeúntes.
Nos gustaría contestar algunas preguntas (2003-2004) Instalación en el que recrean un salón de uñas postizas y exhiben un registro en el que colocaron uñas postizas de cuatro centímetros de largo en los pies de una concursante del programa Aficionados del 12, como una intervención artística en el espacio público que, al mismo tiempo, realiza una crítica a la dinámica machista y clasista en la televisión.
Cruces migratorios hacia el norte (2005-2010) De los recorridos que hicieron en la frontera de Nuevo Laredo, Tamaulipas y Laredo, Texas, encontraron objetos, artículos personales y cámaras de llanta con el que crearon dos instalaciones: Objetos recuperados y Columpio, el primero es una serie de objetos encontrados en los márgenes del Río Bravo y se consideraron como documentos sobre el trayecto, el segundo, Columpios, una obra que se fue construyendo a partir de conversaciones con migrantes, el cual se conforma por cámaras de llantas colocadas en hilera, siguiendo la dinámica en que los migrantes las utilizan para cruzar el río.
Deséame suerte, cruza los dedos, 24K (2006) Obra mediante la cual engloba una serie de acciones y dinámicas, tales como la transportación de 750 gramos de oro ocultos en un chaleco entre México y Estados Unidos, así como los mapas con líneas dibujadas por migrantes para mostrar su trayectoria.